# Владислав Шалов
Владислав Шалов (рос. Владисла́в Шалов; нар. 1943) — радянський футболіст, нападник.

## Життєпис
У 1960—1965 роках перебував у складі ленінградського «Динамо», але провів лише чотири матчі у чемпіонаті 1962 року. У 1966 році грав за клуби «Чайка» (Севастополь) та «Комунарець» (Комунарськ). 1968 року виступав за «Динамо» (Таллінн).